# ديردحنة (عبس)

تعديل مصدري - تعديل

ديردحنة هي إحدى قرى عزلة الوسط بمديرية عبس التابعة لمحافظة حجة، بلغ تعداد سكانها 117 نسمة حسب تعداد اليمن لعام 2004.